# Guy Rolfe
Guy Rolfe (született Edwin Arthur Rolfe, London, 1911. december 27. – Ipswich, 2003. október 19.) brit színész.

## Élete és pályafutása
A londoni Kilburnben született. Mielőtt 24 évesen a színészet felé fordult volna, profi bokszoló és autóversenyző volt. Színészként 1935-ben debütált Írországban.
A második világháború után, 1947-ben számos filmben feltűnt, mint például a Hungry Hill és az Egy ember lemarad. Ezután nagyobb szerepekhez jutott olyan filmekben, mint a Uncle Silas (1947), az Easy Money (1948) és különösen Broken Journey (1948), utóbbiban egy Alpokban lezuhanó repülőgép pilótáját alakította. Ezután főszerepet kapott a Portrait from Life című filmben (1948), egy brit katonatisztet játszva, aki segít egy osztrák professzornak felkutatni eltűnt lányát. 1949-ben alakított talán a legkiválóbban, a kémből lett Philippe Lodocq-ot Robert Hamer The Spider and the Fly című filmjében.
A Trio (1950) című filmben a brit hadsereg tuberkulózisban haldokló őrnagyaként kapott szerepet. Ám a valóságban is elkapta a betegséget, és Michael Rennie-nek kellett a helyére lépnie. Kevesebb, mint egy év alatt felépült, de a filmvászontól távol töltött ideje rossz hatással volt karrierjére, és olyan, kevésbé tekintélyes B-filmekben szerepelt, mint a Home to Danger (1951) és az Operation Diplomat (1953). A Hammer Film Productions 1959-es Yesterday's Enemy és The Stranglers of Bombay című alkotásaiban is feltűnt.
Ebben az időszakban számos hollywoodi szerepet is játszott: ő volt John herceg az Ivanhoe (1952), Ned Seymour A fiatal Bess (1953), Kajafás a Királyok Királya (1961) és Grigorij herceg a Tarasz Bulba (1962) című filmekben.
Egyik leghíresebb alakítása William Castle kultikus horrorfilmjének, az 1961-es Mr. Sardonicus-nak a címszerepe volt. Több évtizeddel később arra késztette Stuart Gordon rendezőt, hogy Babák (1987) című horrorfilmjében is szerepeltesse.
Az 1990-es években hasonló műfajban folytatta karrierjét, a Gyilkos bábok filmsorozat öt részében Andre Toulont formálta meg.

## Magánélete
Felesége Jane Aird skót színésznő volt 1993-ban bekövetkezett haláláig. Ezután Margret Allworthy házastársa volt, Rolfe 2003-ban bekövetkezett haláláig. A suffolki Ipswichben hunyt el, a Benhallban található Szent Mária templomkertben nyugszik.